# Klaus Glaner
Klaus Glaner (* 10. Oktober 1964 in Rottach-Egern) ist ein ehemaliger deutscher Fußballspieler, der in der Saison 1989/90 für die SpVgg Unterhaching in der 2. Fußball-Bundesliga spielte.

## Leben und Karriere
Glaner wurde in der bayrischen Gemeinde Rottach-Egern geboren und begann seine Fußballkarriere in der Jugend des FC Rottach-Egern. Im Jahr 1981 debütierte er in der ersten Herrenmannschaft des Vereins, mit der er in der Bezirksliga spielte. Später spielte Glaner für den FC Miesbach, wo er mehrere Jahre in der Landesliga verbrachte.
Am 1. Juli 1989 wechselte Glaner zur SpVgg Unterhaching, die zu diesem Zeitpunkt in der 2. Fußball-Bundesliga vertreten war. Sein Profidebüt gab er am 23. August 1989 am 5. Spieltag gegen Alemannia Aachen, als er in der 87. Minute für Franz Schreiner eingewechselt wurde. Am 14. Spieltag erzielte er gegen den MSV Duisburg seinen ersten Treffer für Unterhaching. Insgesamt absolvierte Glaner in der Saison 1989/90 13 Spiele für die SpVgg Unterhaching und erzielte dabei ein Tor. Nach nur einer Saison verließ er den Verein am 30. Juni 1990.
Im Jahr 2019 wurde die Idee eines Legendenspiels des FC Miesbach diskutiert, an dem ehemalige Spieler wie Berni Bayer, Norbert Vogt und Klaus Glaner teilnehmen sollten.

## Familie
Klaus Glaner ist der Sohn von Alois „Sulä“ Glaner, der als Trainer den FC Rottach-Egern zum Aufstieg in die Bezirksklasse führte, indem er in der Relegation gegen den TSV Moorenweis gewann. Sein Vater wurde im Jahr 1995 vom Deutschen Skiverband als Trainer unter Vertrag genommen. Seine Tochter Steffi Glaner ist Beisitzerin und Veranstaltungskoordinatorin, während seine Tochter Julie Glaner als Trainerin beim Ski-Club Rottach-Egern e.V. tätig ist. Eine weitere Tochter, geboren 1999, war als Turnerin aktiv beim TSV Rottach-Egern im Jahr 2007.